# Championnats du monde de biathlon 2019
Navigation
Hochfilzen 2017 Antholz-Anterselva 2020
Les Championnats du monde de biathlon 2019, 55e édition des Championnats du monde de biathlon, ont lieu du 6 au 17 mars 2019 à Östersund, en Suède. Ils voient l'apparition d'une épreuve supplémentaire au programme : le relais mixte simple. C'est notamment au cours de ces championnats du monde, à l'issue de la poursuite du 10 mars qu'il termine à la deuxième place, que Johannes Thingnes Bø (déjà titré en relais mixte et en sprint) s'assure du gain du classement général de la Coupe du monde, mettant ainsi un terme à sept saisons de domination de Martin Fourcade. Hanna Öberg réussit pour sa part, devant son public, à devenir la seule femme à remporter le titre mondial de l'individuel 15 km en étant la championne olympique en titre de la discipline. La Norvège remporte tous les relais (hommes, dames, mixte et mixte simple), ce qui permet à Johannes Bø de s'adjuger quatre médailles d'or (en comptant sa victoire sur le sprint) et à Marte Olsbu Røiseland  d'en gagner trois, toutes collectives. Le dernier jour, les Italiens Dorothea Wierer et Dominik Windisch remportent les mass-start et les premiers titres mondiaux de leurs carrières. Dmytro Pidruchnyi et Denise Herrmann, tous deux dans la poursuite et Anastasia Kuzmina en sprint à 34 ans, avant de prendre sa retraite, gagnent eux aussi leurs premières médailles d'or individuelles aux Mondiaux. Martin Fourcade qui en totalise onze pour vingt-cinq podiums, connait ses premiers Mondiaux depuis 2009 sans médaille. 

## Calendrier
| Heure | Horaire locale de l'épreuve (UTC +1) |

| Épreuves ou évènements               |                                      |       |         |         |         |    |         |         |    |         |         |         |       |  |
| M                                    | J                                    | V     | S       | D       | L       | M  | M       | J       | V  | S       | D       |         |       |  |
| 6                                    | 7                                    | 8     | 9       | 10      | 11      | 12 | 13      | 14      | 15 | 16      | 17      |         |       |  |
| Mars 2019                            |                                      |       |         |         |         |    |         |         |    |         |         |         |       |  |
| Cérémonies d'ouverture et de clôture | Cérémonies d'ouverture et de clôture | 16h15 |         |         |         |    |         |         |    |         |         |         | 17h00 |  |
|                                      |                                      |       |         |         |         |    |         |         |    |         |         |         |       |  |
| Hommes                               |                                      |       |         |         |         |    |         |         |    |         |         |         |       |  |
| Individuel (20 km)                   |                                      |       |         |         |         |    |         | 16 h 10 |    |         |         |         |       |  |
| Sprint (10 km)                       |                                      |       |         | 16 h 30 |         |    |         |         |    |         |         |         |       |  |
| Poursuite (12,5 km)                  |                                      |       |         |         | 16 h 30 |    |         |         |    |         |         |         |       |  |
| Mass Start (15 km)                   |                                      |       |         |         |         |    |         |         |    |         |         | 16 h 00 |       |  |
| Relais (4 × 7,5 km)                  |                                      |       |         |         |         |    |         |         |    |         | 16 h 30 |         |       |  |
|                                      |                                      |       |         |         |         |    |         |         |    |         |         |         |       |  |
| Femmes                               |                                      |       |         |         |         |    |         |         |    |         |         |         |       |  |
| Individuel (15 km)                   |                                      |       |         |         |         |    | 15 h 30 |         |    |         |         |         |       |  |
| Sprint (7,5 km)                      |                                      |       | 16 h 15 |         |         |    |         |         |    |         |         |         |       |  |
| Poursuite (10 km)                    |                                      |       |         |         | 13 h 45 |    |         |         |    |         |         |         |       |  |
| Mass Start (12,5 km)                 |                                      |       |         |         |         |    |         |         |    |         |         | 13 h 15 |       |  |
| Relais (4 × 6 km)                    |                                      |       |         |         |         |    |         |         |    |         | 13 h 15 |         |       |  |
|                                      |                                      |       |         |         |         |    |         |         |    |         |         |         |       |  |
| Mixte                                | Relais (2 × 6 km F + 2 × 7,5 km H)   |       | 16 h 15 |         |         |    |         |         |    |         |         |         |       |  |
| Mixte                                | Relais simple (6 km F + 7,5 km H)    |       |         |         |         |    |         |         |    | 17 h 10 |         |         |       |  |

## Tableau des médailles
- Pays organisateur (Suède)

| Rang  | Nation    | Or | Argent | Bronze | Total |
| ----- | --------- | -- | ------ | ------ | ----- |
| 1     | Norvège   | 5  | 3      | 1      | 9     |
| 2     | Allemagne | 2  | 2      | 3      | 7     |
| 3     | Italie    | 2  | 2      | 1      | 5     |
| 4     | Suède     | 1  | 1      | 1      | 3     |
| 5     | Ukraine   | 1  | 0      | 1      | 2     |
| 6     | Slovaquie | 1  | 0      | 0      | 1     |
| 7     | Russie    | 0  | 2      | 1      | 3     |
| 8     | France    | 0  | 1      | 3      | 4     |
| 9     | Bulgarie  | 0  | 1      | 0      | 1     |
| 10    | Autriche  | 0  | 0      | 1      | 1     |
| Total | Total     | 12 | 12     | 12     | 36    |

## Athlètes multi-médaillés
| Rang | Athlète                    | Or | Argent | Bronze | Total |
| ---- | -------------------------- | -- | ------ | ------ | ----- |
| 1    | Johannes Thingnes Bø       | 4  | 1      | -      | 5     |
| 2    | Marte Olsbu Røiseland      | 3  | -      | -      | 3     |
| 3    | Tiril Eckhoff              | 2  | 1      | -      | 3     |
| 4    | Vetle Sjåstad Christiansen | 2  |        | -      | 2     |
| 5    | Arnd Peiffer               | 1  | 2      | -      | 3     |
| 6    | Hanna Öberg                | 1  | 1      | 1      | 3     |
| 6    | Dorothea Wierer            | 1  | 1      | 1      | 3     |
| 6    | Denise Herrmann            | 1  | 1      | 1      | 3     |
| 9    | Ingrid Landmark Tandrevold | 1  | 1      | -      | 2     |
| 10   | Dominik Windisch           | 1  | -      | 1      | 2     |
| 10   | Tarjei Bø                  | 1  | -      | 1      | 2     |
| 12   | Benedikt Doll              | -  | 2      | -      | 2     |
| 13   | Lisa Vittozzi              | -  | 1      | 1      | 2     |
| 13   | Lukas Hofer                | -  | 1      | 1      | 2     |
| 13   | Aleksandr Loguinov         | -  | 1      | 1      | 2     |
| 17   | Laura Dahlmeier            | -  | -      | 2      | 2     |
| 17   | Quentin Fillon Maillet     | -  | -      | 2      | 2     |

## Podiums

### Hommes
| Épreuves                              | Or                                                                                            | Argent                                                             | Bronze                                                                          |
| ------------------------------------- | --------------------------------------------------------------------------------------------- | ------------------------------------------------------------------ | ------------------------------------------------------------------------------- |
| Individuel 20 km résultats détaillés  | Arnd Peiffer                                                                                  | Vladimir Iliev                                                     | Tarjei Bø                                                                       |
| Sprint 10 km résultats détaillés      | Johannes Thingnes Bø                                                                          | Aleksandr Loguinov                                                 | Quentin Fillon Maillet                                                          |
| Poursuite 12,5 km résultats détaillés | Dmytro Pidruchnyi                                                                             | Johannes Thingnes Bø                                               | Quentin Fillon Maillet                                                          |
| Mass Start 15 km résultats détaillés  | Dominik Windisch                                                                              | Antonin Guigonnat                                                  | Julian Eberhard                                                                 |
| Relais 4 × 7,5 km résultats détaillés | Norvège- Lars Helge Birkeland - Vetle Sjåstad Christiansen - Tarjei Bø - Johannes Thingnes Bø | Allemagne- Erik Lesser - Roman Rees - Arnd Peiffer - Benedikt Doll | Russie- Matvey Eliseev - Nikita Porshnev - Dmitry Malyshko - Aleksandr Loguinov |

### Femmes
| Épreuves                               | Or                                                                                             | Argent                                                             | Bronze                                                                           |
| -------------------------------------- | ---------------------------------------------------------------------------------------------- | ------------------------------------------------------------------ | -------------------------------------------------------------------------------- |
| Individuel 15 km résultats détaillés   | Hanna Öberg                                                                                    | Lisa Vittozzi                                                      | Justine Braisaz                                                                  |
| Sprint 7,5 km résultats détaillés      | Anastasia Kuzmina                                                                              | Ingrid Landmark Tandrevold                                         | Laura Dahlmeier                                                                  |
| Poursuite 10 km résultats détaillés    | Denise Herrmann                                                                                | Tiril Eckhoff                                                      | Laura Dahlmeier                                                                  |
| Mass Start 12,5 km résultats détaillés | Dorothea Wierer                                                                                | Ekaterina Yurlova                                                  | Denise Herrmann                                                                  |
| Relais 4 × 6 km résultats détaillés    | Norvège- Synnøve Solemdal - Ingrid Landmark Tandrevold - Tiril Eckhoff - Marte Olsbu Røiseland | Suède- Linn Persson - Mona Brorsson - Anna Magnusson - Hanna Öberg | Ukraine- Anastasiya Merkushyna - Vita Semerenko - Yuliia Dzhima - Valj Semerenko |

### Mixte
| Épreuves                                             | Or                                                                                                 | Argent                                                                   | Bronze                                                                   |
| ---------------------------------------------------- | -------------------------------------------------------------------------------------------------- | ------------------------------------------------------------------------ | ------------------------------------------------------------------------ |
| Relais 2 x 6 km F + 2 x 7,5 km H résultats détaillés | Norvège- Marte Olsbu Røiseland - Tiril Eckhoff - Johannes Thingnes Bø - Vetle Sjåstad Christiansen | Allemagne- Vanessa Hinz - Denise Herrmann - Arnd Peiffer - Benedikt Doll | Italie- Lisa Vittozzi - Dorothea Wierer - Lukas Hofer - Dominik Windisch |
| Relais Simple résultats détaillés                    | Norvège- Marte Olsbu Røiseland - Johannes Thingnes Bø                                              | Italie- Dorothea Wierer - Lukas Hofer                                    | Suède- Hanna Öberg - Sebastian Samuelsson                                |

## Résultats détaillés

### Hommes

#### Individuel (20 km)
| Rang               | Biathlète                  | Minutes de pénalité | Résultat      | Écart          |
| ------------------ | -------------------------- | ------------------- | ------------- | -------------- |
| Médaille d'or      | Arnd Peiffer               | 0 + 0 + 0 + 0       | 52 min 42 s 4 |                |
| Médaille d'argent  | Vladimir Iliev             | 0 + 1 + 0 + 0       | 53 min 51 s 1 | + 1 min 08 s 7 |
| Médaille de bronze | Tarjei Bø                  | 0 + 1 + 0 + 0       | 53 min 51 s 5 | + 1 min 09 s 1 |
| 4                  | Sebastian Samuelsson       | 0 + 0 + 1 + 0       | 54 min 18 s 1 | + 1 min 35 s 7 |
| 5                  | Lukas Hofer                | 0 + 1 + 1 + 0       | 54 min 35 s 6 | + 1 min 53 s 2 |
| 6                  | Simon Desthieux            | 0 + 2 + 0 + 1       | 54 min 36 s 4 | + 1 min 54 s 0 |
| 7                  | Evgeniy Garanichev         | 0 + 0 + 1 + 0       | 54 min 38 s 9 | + 1 min 56 s 5 |
| 8                  | Vetle Sjåstad Christiansen | 0 + 0 + 0 + 0       | 54 min 41 s 6 | + 1 min 59 s 2 |
| 9                  | Johannes Thingnes Bø       | 0 + 2 + 1 + 0       | 54 min 43 s 2 | + 2 min 00 s 8 |
| 10                 | Benedikt Doll              | 0 + 1 + 1 + 1       | 54 min 45 s 9 | + 2 min 03 s 5 |

#### Sprint (10 km)
| Rang               | Biathlète              | Temps         | Fautes | Écart   |
| ------------------ | ---------------------- | ------------- | ------ | ------- |
| Médaille d'or      | Johannes Thingnes Bø   | 24 min 37 s 6 | 0 + 1  | -       |
| Médaille d'argent  | Aleksandr Loguinov     | 24 min 51 s 3 | 0 + 0  | +13 s 7 |
| Médaille de bronze | Quentin Fillon Maillet | 24 min 54 s 1 | 0 + 0  | +16 s 5 |
| 4                  | Dmytro Pidruchnyi      | 24 min 54 s 4 | 0 + 0  | +16 s 8 |
| 5                  | Simon Desthieux        | 25 min 2 s 4  | 0 + 0  | +24 s 8 |
| 6                  | Martin Fourcade        | 25 min 10 s 1 | 0 + 0  | +32 s 5 |
| 7                  | Erlend Bjøntegaard     | 25 min 12 s 4 | 0 + 0  | +34 s 8 |
| 8                  | Erik Lesser            | 25 min 22 s 3 | 0 + 0  | +44 s 7 |
| 9                  | Arnd Peiffer           | 25 min 24 s 9 | 0 + 1  | +47 s 3 |
| 10                 | Benjamin Weger         | 25 min 27 s 4 | 0 + 0  | +49 s 8 |

#### Poursuite (12,5 km)
| Rang               | Biathlète              | Temps         | Fautes        | Écart    |
| ------------------ | ---------------------- | ------------- | ------------- | -------- |
| Médaille d'or      | Dmytro Pidruchnyi      | 31 min 54 s 1 | 2 + 0 + 0 + 0 | -        |
| Médaille d'argent  | Johannes Thingnes Bø   | 32 min 02 s 4 | 0 + 1 + 1 + 3 | + 8 s 3  |
| Médaille de bronze | Quentin Fillon Maillet | 32 min 11 s 8 | 2 + 0 + 0 + 1 | + 17 s 7 |
| 4                  | Tarjei Bø              | 32 min 12 s 2 | 0 + 0 + 0 + 1 | + 18 s 1 |
| 5                  | Martin Fourcade        | 32 min 21 s 9 | 0 + 0 + 2 + 0 | + 27 s 8 |
| 6                  | Andrejs Rastorgujevs   | 32 min 34 s 9 | 0 + 0 + 1 + 0 | + 40 s 8 |
| 7                  | Antonin Guigonnat      | 32 min 41 s 4 | 0 + 0 + 0 + 2 | + 47 s 3 |
| 8                  | Benjamin Weger         | 32 min 41 s 9 | 0 + 0 + 2 + 1 | + 47 s 8 |
| 9                  | Evgeniy Garanichev     | 32 min 42 s 4 | 0 + 0 + 0 + 1 | + 48 s 3 |
| 10                 | Simon Eder             | 32 min 43 s 4 | 0 + 0 + 0 + 0 | + 49 s 3 |

#### Mass Start (15 km)
| Rang               | Biathlète              | Temps         | Fautes        | Écart    |
| ------------------ | ---------------------- | ------------- | ------------- | -------- |
| Médaille d'or      | Dominik Windisch       | 40 min 54 s 1 | 1 + 1 + 1 + 0 | -        |
| Médaille d'argent  | Antonin Guigonnat      | 41 min 16 s 9 | 2 + 0 + 0 + 1 | + 22 s 8 |
| Médaille de bronze | Julian Eberhard        | 41 min 17 s 4 | 0 + 0 + 3 + 1 | + 23 s 3 |
| 4                  | Aleksandr Loguinov     | 41 min 21 s 5 | 0 + 3 + 2 + 0 | + 27 s 4 |
| 5                  | Quentin Fillon Maillet | 41 min 27 s 3 | 1 + 1 + 1 + 1 | + 33 s 2 |
| 6                  | Arnd Peiffer           | 41 min 33 s 7 | 0 + 0 + 2 + 2 | + 39 s 6 |
| 7                  | Simon Eder             | 41 min 38 s 0 | 0 + 0 + 0 + 1 | + 43 s 9 |
| 8                  | Benedikt Doll          | 41 min 38 s 5 | 0 + 1 + 1 + 3 | + 44 s 4 |
| 9                  | Tarjei Bø              | 41 min 42 s 0 | 0 + 0 + 3 + 2 | + 47 s 9 |
| 10                 | Dmytro Pidruchnyi      | 41 min 42 s 3 | 0 + 0 + 1 + 2 | + 48 s 2 |

#### Relais 4 x 7,5 km
| Rang               | Biathlètes                                                                             | Temps (par biathlète)                     | Pén. + Pioches (par biathlète)          | Écart (par biathlète) |
| ------------------ | -------------------------------------------------------------------------------------- | ----------------------------------------- | --------------------------------------- | --------------------- |
| Médaille d'or      | Norvège Lars Helge Birkeland Vetle Sjåstad Christiansen Tarjei Bø Johannes Thingnes Bø | 1:12:03.7 17:44.0 17:46.4 18:06.0 18:27.3 | 0+1 0+5 0+1 0+0 0+0 0+0 0+0 0+2 0+0 0+3 | -                     |
| Médaille d'argent  | Allemagne Erik Lesser Roman Rees Arnd Peiffer Benedikt Doll                            | 1:12:41.8 17:37.8 18:30.6 18:11.5 18:21.9 | 0+3 0+5 0+1 0+1 0+1 0+2 0+0 0+1 0+1 0+1 | +38.1                 |
| Médaille de bronze | Russie Matvey Eliseev Nikita Porshnev Dmitry Malyshko Aleksandr Loginov                | 1:13:07.8 17:34.4 18:59.2 18:25.7 18:08.5 | 0+3 0+4 0+0 0+2 0+1 0+1 0+2 0+1 0+0 0+0 | +1:04.1               |
| 4                  | Tchéquie Michal Šlesingr Ondřej Moravec Tomáš Krupčík Michal Krčmář                    | 1:13:24.4 18:03.5 18:37.9 18:13.4 18:29.6 | 0+3 0+3 0+0 0+2 0+2 0+0 0+0 0+0 0+1 0+1 | +1:20.7               |
| 5                  | Slovénie Miha Dovžan Jakov Fak Klemen Bauer Rok Tršan                                  | 1:13:26.1 18:26.4 17:57.8 18:16.7 18:45.2 | 0+2 0+3 0+2 0+1 0+0 0+0 0+0 0+2 0+0 0+0 | +1:22.4               |
| 6                  | France Antonin Guigonnat Quentin Fillon Maillet Simon Desthieux Martin Fourcade        | 1:13:40.9 17:35.3 17:53.8 18:50.8 19:21.0 | 0+3 3+8 0+1 0+2 0+1 0+0 0+1 1+3 0+0 2+3 | +1:37.2               |
| 7                  | Suède Fredrik Lindström Jesper Nelin Martin Ponsiluoma Sebastian Samuelsson            | 1:13:41.1 17:43.3 18:04.6 18:52.7 19:00.5 | 0+7 0+4 0+1 0+0 0+2 0+1 0+1 0+1 0+3 0+2 | +1:37.4               |
| 8                  | Autriche Felix Leitner Simon Eder Dominik Landertinger Julian Eberhard                 | 1:14:03.8 17:42.8 18:15.0 18:57.3 19:08.7 | 0+3 1+5 0+0 0+1 0+0 0+0 0+3 0+1 0+0 1+3 | +2:00.1               |
| 9                  | Bulgarie Krasimir Anev Anton Sinapov Dimitar Gerdzhikov Vladimir Iliev                 | 1:14:07.6 17:55.8 18:30.4 19:05.9 18:35.5 | 0+5 0+4 0+0 0+1 0+1 0+2 0+3 0+0 0+1 0+1 | +2:03.9               |
| 10                 | Biélorussie Anton Smolski Raman Yaliotnau Sergey Bocharnikov Vladimir Chepelin         | 1:14:07.7 17:43.7 18:23.5 18:57.5 19:03.0 | 0+4 0+5 0+1 0+1 0+3 0+0 0+0 0+1 0+0 0+3 | +2:04.0               |

### Femmes

#### Individuel (15 km)
| Rang               | Biathlète             | Minutes de pénalité | Résultat      | Écart          |
| ------------------ | --------------------- | ------------------- | ------------- | -------------- |
| Médaille d'or      | Hanna Öberg           | 0 + 0 + 0 + 0       | 43 min 10 s 4 | —              |
| Médaille d'argent  | Lisa Vittozzi         | 0 + 0 + 0 + 0       | 43 min 34 s 0 | + 23 s 6       |
| Médaille de bronze | Justine Braisaz       | 0 + 0 + 1 + 0       | 43 min 42 s 9 | + 32 s 5       |
| 4                  | Laura Dahlmeier       | 0 + 0 + 1 + 0       | 43 min 49 s 9 | + 39 s 5       |
| 5                  | Paulína Fialková      | 0 + 0 + 0 + 1       | 43 min 55 s 9 | + 45 s 5       |
| 6                  | Mona Brorsson         | 1 + 0 + 0 + 0       | 44 min 00 s 3 | + 49 s 9       |
| 7                  | Lisa Theresa Hauser   | 0 + 0 +0 + 0        | 44 min 04 s 1 | + 53 s 7       |
| 8                  | Dorothea Wierer       | 0 + 2 + 0 + 0       | 44 min 17 s 1 | + 1 min 06 s 7 |
| 9                  | Selina Gasparin       | 0 + 1 + 0 + 0       | 45 min 09 s 9 | + 1 min 59 s 5 |
| 10                 | Anastasiya Merkushyna | 0 + 0 + 0 + 1       | 45 min 15 s 0 | + 2 min 04 s 6 |

#### Sprint (7,5 km)
| Rang               | Biathlète                  | Temps         | Fautes | Écart    |
| ------------------ | -------------------------- | ------------- | ------ | -------- |
| Médaille d'or      | Anastasia Kuzmina          | 22 min 17 s 5 | 1 + 0  | -        |
| Médaille d'argent  | Ingrid Landmark Tandrevold | 22 min 27 s 2 | 0 + 0  | + 9 s 7  |
| Médaille de bronze | Laura Dahlmeier            | 22 min 30 s 1 | 0 + 0  | + 12 s 6 |
| 4                  | Hanna Öberg                | 22 min 30 s 7 | 1 + 0  | + 13 s 2 |
| 5                  | Mona Brorsson              | 22 min 39 s 2 | 0 + 1  | + 21 s 7 |
| 6                  | Denise Herrmann            | 22 min 41 s 4 | 0 + 2  | + 23 s 9 |
| 7                  | Markéta Davidová           | 22 min 44 s 0 | 1 + 0  | + 26 s 5 |
| 8                  | Ekaterina Yurlova          | 22 min 48 s 9 | 0 + 1  | + 31 s 4 |
| 9                  | Tiril Eckhoff              | 22 min 50 s 1 | 1 + 1  | + 32 s 6 |
| 10                 | Dorothea Wierer            | 22 min 50 s 7 | 2 + 0  | + 33 s 2 |

#### Poursuite (10 km)
| Rang               | Biathlète                  | Temps         | Fautes        | Écart          |
| ------------------ | -------------------------- | ------------- | ------------- | -------------- |
| Médaille d'or      | Denise Herrmann            | 31 min 45 s 9 | 0 + 0 + 2 + 0 | -              |
| Médaille d'argent  | Tiril Eckhoff              | 32 min 17 s 3 | 0 + 0 + 2 + 0 | + 31 s 4       |
| Médaille de bronze | Laura Dahlmeier            | 32 min 17 s 5 | 0 + 0 + 1 + 0 | + 31 s 6       |
| 4                  | Marte Olsbu Røiseland      | 33 min 20 s 9 | 2 + 0 + 1 + 1 | + 1 min 35 s 0 |
| 5                  | Hanna Öberg                | 33 min 20 s 9 | 1 + 1 + 1 + 2 | + 1 min 35 s 0 |
| 6                  | Anastasia Kuzmina          | 33 min 27 s 2 | 2 + 2 + 2 + 1 | + 1 min 41 s 3 |
| 7                  | Mona Brorsson              | 33 min 33 s 1 | 0 + 0 + 0 + 4 | + 1 min 47 s 2 |
| 8                  | Ingrid Landmark Tandrevold | 33 min 47 s 1 | 0 + 1 + 2 + 1 | + 2 min 01 s 2 |
| 9                  | Evgeniya Pavlova           | 34 min 00 s 2 | 0 + 0 + 0 + 1 | + 2 min 14 s 3 |
| 10                 | Lisa Vittozzi              | 34 min 18 s 1 | 3 + 3 + 0 + 0 | + 2 min 32 s 2 |

#### Mass Start (12,5 km)
| Rang               | Biathlète             | Temps         | Fautes        | Écart          |
| ------------------ | --------------------- | ------------- | ------------- | -------------- |
| Médaille d'or      | Dorothea Wierer       | 37 min 26 s 4 | 0 + 0 + 0 + 2 | -              |
| Médaille d'argent  | Ekaterina Yurlova     | 37 min 31 s 3 | 0 + 0 + 1 + 1 | + 04 s 9       |
| Médaille de bronze | Denise Herrmann       | 37 min 41 s 8 | 0 + 1 + 2 + 1 | + 15 s 4       |
| 4                  | Hanna Öberg           | 38 min 19 s 1 | 0 + 1 + 2 + 0 | + 52 s 7       |
| 5                  | Tiril Eckhoff         | 38 min 24 s 1 | 1 + 1 + 1 + 1 | + 57 s 7       |
| 6                  | Laura Dahlmeier       | 38 min 29 s 8 | 2 + 1 + 0 + 1 | + 1 min 03 s 4 |
| 7                  | Marte Olsbu Røiseland | 38 min 36 s 5 | 1 + 0 + 1 + 2 | + 1 min 10 s 1 |
| 8                  | Lisa Vittozzi         | 38 min 37 s 6 | 3 + 1 + 0 + 0 | + 1 min 11 s 2 |
| 9                  | Linn Persson          | 38 min 56 s 1 | 1 + 1 + 1 + 0 | + 1 min 29 s 7 |
| 10                 | Joanne Reid           | 38 min 58 s 5 | 1 + 1 + 1 + 1 | + 1 min 32 s 1 |

#### Relais 4 x 6 km
| Rang               | Biathlètes                                                                              | Temps (par biathlète)                     | Pén. + Pioches (par biathlète)          | Écart   |
| ------------------ | --------------------------------------------------------------------------------------- | ----------------------------------------- | --------------------------------------- | ------- |
| Médaille d'or      | Norvège Synnøve Solemdal Ingrid Landmark Tandrevold Tiril Eckhoff Marte Olsbu Røiseland | 1:12:00.1 17:46.8 18:31.9 17:48.8         | 0+5 1+3 0+2 0+0 0+0 0+0 0+2 1+3 0+1 0+0 | -       |
| Médaille d'argent  | Suède Linn Persson Mona Brorsson Anna Magnusson Hanna Öberg                             | 1:12:24.4 17:27.0 18:08.4 17:52.8 18:56.2 | 0+2 0+4 0+0 0+0 0+0 0+1 0+0 0+0 0+2 0+3 | +24.3   |
| Médaille de bronze | Ukraine Anastasiya Merkushyna Vita Semerenko Yuliia Dzhima Valentyna Semerenko          | 1:12:35.2 17:18.7 18:10.1 18:39.3 18:27.1 | 0+2 0+3 0+0 0+0 0+1 0+0 0+0 0+2 0+1 0+1 | +35.1   |
| 4                  | Allemagne Vanessa Hinz Franziska Hildebrand Denise Herrmann Laura Dahlmeier             | 1:12:35.7 18:02.8 18:47.6 17:41.3 18:04.0 | 0+8 1+6 0+1 1+3 0+3 0+1 0+2 0+2 0+2 0+0 | +35.6   |
| 5                  | Russie Evgeniya Pavlova Svetlana Mironova Uliana Kaisheva Ekaterina Yurlova-Percht      | 1:12:43.7 17:37.2 18:46.1 18:04.6 18:15.8 | 0+4 0+8 0+0 0+2 0+3 0+3 0+1 0+0 0+0 0+3 | +43.6   |
| 6                  | Slovaquie Ivona Fialková Terézia Poliaková Anastasiya Kuzmina Paulína Fialková          | 1:12:53.2 17:43.2 19:20.8 17:42.1 18:07.1 | 0+5 0+4 0+0 0+2 0+1 0+1 0+2 0+1 0+2 0+0 | +53.1   |
| 7                  | Pologne Kinga Zbylut Monika Hojnisz Magdalena Gwizdoń Kamila Żuk                        | 1:13:47.2 18:17.4 18:18.8 18:45.8 18:25.2 | 0+4 0+5 0+2 0+3 0+1 0+0 0+0 0+2 0+1 0+0 | +1:47.1 |
| 8                  | France Anaïs Chevalier Célia Aymonier Julia Simon Justine Braisaz                       | 1:13:57.5 18:06.6 19:40.0 17:54.4 18:16.5 | 0+1 3+5 0+0 0+2 0+0 3+3 0+0 0+0 0+1 0+0 | +1:57.4 |
| 9                  | États-Unis Susan Dunklee Clare Egan Joanne Reid Emily Dreissigacker                     | 1:14:22.4 17:23.4 17:48.8 18:33.2 20:37.0 | 0+0 2+5 0+0 0+1 0+0 0+0 0+0 0+1 0+0 2+3 | +2:22.3 |
| 10                 | Italie Lisa Vittozzi Nicole Gontier Alexia Runggaldier Federica Sanfilippo              | 1:14:33.0 17:13.3 17:59.4 20:20.7 18:59.6 | 0+4 1+5 0+1 0+2 0+0 0+0 0+0 1+3 0+3 0+0 | +2:32.9 |

### Mixte

#### Relais 2 x 6 km F + 2 x 7,5 km H
| Rang               | Biathlètes                                                                                  | Temps (par biathlète)                                                     | Pén. + Pioches (par biathlète) | Écart          |
| ------------------ | ------------------------------------------------------------------------------------------- | ------------------------------------------------------------------------- | ------------------------------ | -------------- |
| Médaille d'or      | Norvège Marte Olsbu Røiseland Tiril Eckhoff Johannes Thingnes Bø Vetle Sjåstad Christiansen | 1 h 17 min 41 s 4 19 min 2 s 2 19 min 48 s 3 19 min 1 s 6 19 min 49 s 3   | 0 + 7 0 + 2 0 + 3 0 + 2 0 + 0  | —              |
| Médaille d'argent  | Allemagne Vanessa Hinz Denise Herrmann Arnd Peiffer Benedikt Doll                           | 1 h 17 min 54 s 5 19 min 27 s 8 19 min 21 s 8 19 min 17 s 9 19 min 47 s 0 | 0 + 9 0 + 2 0 + 3 0 + 2        | + 13 s 1       |
| Médaille de bronze | Italie Lisa Vittozzi Dorothea Wierer Lukas Hofer Dominik Windisch                           | 1 h 18 min 51 s 0 18 min 58 s 0 19 min 52 s 8 19 min 58 s 2 20 min 2 s 0  | 0 + 14 0 + 0 0 + 4 0 + 5       | + 1 min 9 s 6  |
| 4                  | Russie Evgeniya Pavlova Ekaterina Yurlova Dmitry Malyshko Aleksandr Loguinov                | 1 h 19 min 13 s 8 20 min 1 s 4 19 min 20 s 9 20 min 5 s 4 19 min 46 s 1   | 0 + 8 0 + 1 0 + 0 0 + 4 0 + 3  | + 1 min 32 s 4 |
| 5                  | Suède Linn Persson Hanna Öberg Jesper Nelin Sebastian Samuelsson                            | 1 h 19 min 16 s 7 19 min 14 s 0 19 min 54 s 7 20 min 25 s 2 19 min 42 s 8 | 0 + 10 0 + 0 0 + 1 0 + 5 0 + 4 | + 1 min 35 s 3 |
| 6                  | Tchéquie Veronika Vítková Markéta Davidová Ondřej Moravec Michal Krčmář                     | 1 h 19 min 32 s 7 19 min 54 s 3 19 min 36 s 2 19 min 52 s 2 20 min 10 s 0 | 0 + 3 0 + 2 0 + 0 0 + 1        | + 1 min 51 s 3 |
| 7                  | Ukraine Anastasiya Merkushyna Vita Semerenko Artem Pryma Dmytro Pidruchnyi                  | 1 h 20 min 8 s 6 19 min 18 s 7 21 min 2 s 7 20 min 15 s 0 19 min 32 s 2   | 0 + 10 0 + 1 0 + 4 0 + 3 0 + 2 | + 2 min 27 s 2 |
| 8                  | France Anaïs Chevalier Julia Simon Simon Desthieux Martin Fourcade                          | 1 h 20 min 22 s 6 20 min 16 s 8 20 min 29 s 5 19 min 36 s 5 19 min 59 s 8 | 0 + 15 0 + 3 0 + 5 0 + 4 0 + 3 | + 2 min 41 s 2 |
| 9                  | Pologne Magdalena Gwizdoń Kinga Zbylut Grzegorz Guzik Łukasz Szczurek                       | 1 h 20 min 30 s 2 19 min 54 s 7 20 min 19 s 3 20 min 17 s 7 19 min 58 s 5 | 0 + 4 0 + 2 0 + 0 0 + 2 0 + 0  | + 2 min 48 s 8 |
| 10                 | Finlande Venla Lehtonen Kaisa Mäkäräinen Tero Seppälä Olli Hiidensalo                       | 1 h 20 min 34 s 6 21 min 0 s 1 19 min 34 s 0 19 min 46 s 5 20 min 14 s 0  | 0 + 5 0 + 1 0 + 2              | + 2 min 53 s 2 |

#### Relais Simple
| Rang               | Biathlètes                                                                                    | Temps (par biathlète)                                              | Pén. + Pioches (par biathlète)                                | Écart          |
| ------------------ | --------------------------------------------------------------------------------------------- | ------------------------------------------------------------------ | ------------------------------------------------------------- | -------------- |
| Médaille d'or      | Norvège Marte Olsbu Røiseland Johannes Thingnes Bø Marte Olsbu Røiseland Johannes Thingnes Bø | 35 min 42 s 2 9 min 02 s 6 7 min 45 s 6 8 min 36 s 9 10 min 18 s 1 | 0 + 6 0 + 1 / 0 + 1 0 + 0 / 0 + 3 0 + 1 / 0 + 0 0 + 0 / 0 + 0 | -              |
| Médaille d'argent  | Italie Dorothea Wierer Lukas Hofer Dorothea Wierer Lukas Hofer                                | 36 min 56 s 6 8 min 48 s 8 7 min 51 s 3 8 min 44 s 4 10 min 31 s 1 | 0 + 5 0 + 1 / 0 + 0 0 + 0 / 0 + 2 0 + 0 / 0 + 1               | + 13 s 4       |
| Médaille de bronze | Suède Hanna Öberg Sebastian Samuelsson Hanna Öberg Sebastian Samuelsson                       | 36 min 03 s 2 8 min 56 s 5 7 min 55 s 0 8 min 36 s 1 10 min 35 s 6 | 0 + 8 0 + 2 / 0 + 0 0 + 1 / 0 + 2 0 + 1 / 0 + 0 0 + 1 / 0 + 1 | + 20 s 0       |
| 4                  | Allemagne Denise Herrmann Erik Lesser Denise Herrmann Erik Lesser                             | 36 min 13 s 7 9 min 10 s 6 7 min 55 s 0 9 min 02 s 4 10 min 35 s 6 | 0 + 6 0 + 1 / 0 + 2 0 + 0 / 0 + 0 0 + 1 / 0 + 2 0 + 0 / 0 + 0 | + 30 s 5       |
| 5                  | Ukraine Anastasiya Merkushyna Dmytro Pidruchnyi Anastasiya Merkushyna Dmytro Pidruchnyi       | 36 min 24 s 7 8 min 50 s 6 7 min 37 s 1 9 min 24 s 4 10 min 32 s 6 | 0 + 5 0 + 0 / 0 + 0 0 + 2 / 0 + 3 0 + 0 / 0 + 0               | + 41 s 5       |
| 6                  | Russie Evgeniya Pavlova Matvey Eliseev Evgeniya Pavlova Matvey Eliseev                        | 36 min 35 s 9 8 min 57 s 4 7 min 51 s 8 9 min 09 s 6 10 min 37 s 1 | 0 + 5 0 + 0 / 0 + 1 0 + 0 / 0 + 3 0 + 1 / 0 + 0 0 + 0 / 0 + 0 | + 52 s 7       |
| 7                  | France Julia Simon Antonin Guigonnat Julia Simon Antonin Guigonnat                            | 36 min 49 s 7 8 min 50 s 0 7 min 43 s 3 9 min 13 s 2 11 min 03 s 2 | 0 + 10 0 + 1 / 0 + 0 0 + 3 / 0 + 2 0 + 1 / 0 + 2              | + 1 min 06 s 5 |
| 8                  | Autriche Lisa Theresa Hauser Simon Eder Lisa Theresa Hauser Simon Eder                        | 36 min 51 s 4 8 min 52 s 0 7 min 44 s 8 9 min 06 s 5 11 min 08 s 1 | 0 + 5 0 + 0 / 0 + 0 0 + 1 / 0 + 0 0 + 0 / 0 + 2               | + 1 min 08 s 2 |
| 9                  | Tchéquie Eva Puskarčíková Ondřej Moravec Eva Puskarčíková Ondřej Moravec                      | 37 min 17 s 3 9 min 15 s 2 7 min 49 s 5 9 min 34 s 4 10 min 38 s 2 | 0 + 4 0 + 0 / 0 + 1 0 + 0 / 0 + 0 0 + 0 / 0 + 3 0 + 0 / 0 + 0 | + 1 min 34 s 1 |
| 10                 | Lettonie Baiba Bendika Andrejs Rastorgujevs Baiba Bendika Andrejs Rastorgujevs                | 37 min 17 s 5 9 min 43 s 2 7 min 46 s 6 9 min 10 s 8 10 min 37 s 1 | 0 + 6 0 + 2 / 0 + 2 0 + 1 / 0 + 1 0 + 0 / 0 + 0               | + 1 min 34 s 3 |

## A voir aussi